# Mesoligia
Mesoligia is een geslacht nachtvlinders uit de familie Noctuidae. Een bekende soort is het zandhalmuiltje (Mesoligia furuncula).

## Soorten
- M. algaini Wiltshire, 1983
- M. furuncula

Zandhalmuiltje Denis & Schiffermüller, 1775
- M. kettlewelli Wiltshire, 1983
- M. prolai Berio, 1975